# 2234 Schmadel

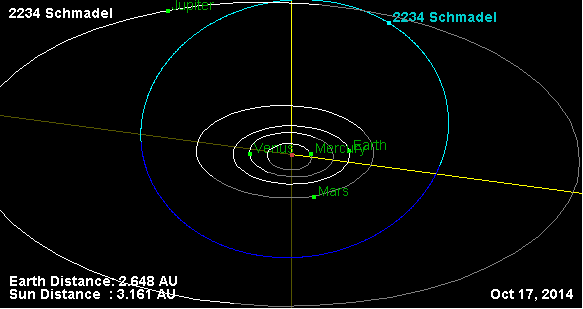
Orbita dell'asteroide 2234 Schmadel

2234 Schmadel è un asteroide della fascia principale. Scoperto nel 1977, presenta un'orbita caratterizzata da un semiasse maggiore pari a 2,7000412 UA e da un'eccentricità di 0,1986162, inclinata di 25,23967° rispetto all'eclittica.
Dal 1º aprile al 1º giugno 1980, quando 2240 Tsai ricevette la denominazione ufficiale, è stato l'asteroide denominato con il più alto numero ordinale. Prima della sua denominazione, il primato era di 2187 La Silla.
L'asteroide è dedicato all'astronomo tedesco Lutz D. Schmadel.